# I3P (série télévisée)
Production
Diffusion

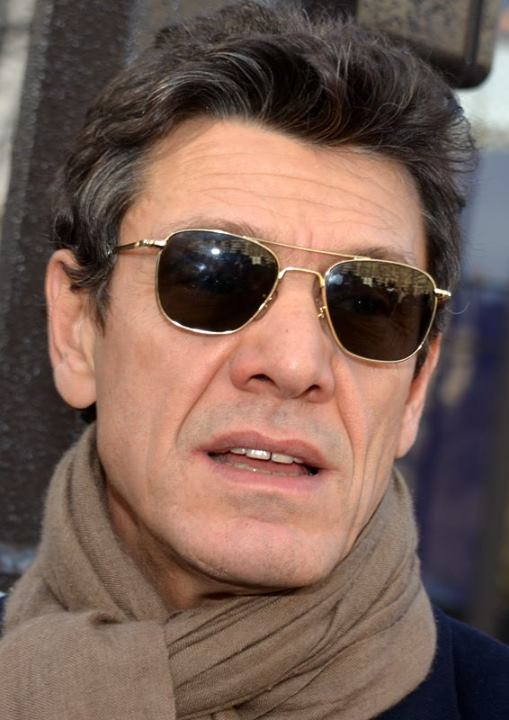
Marc Lavoine.

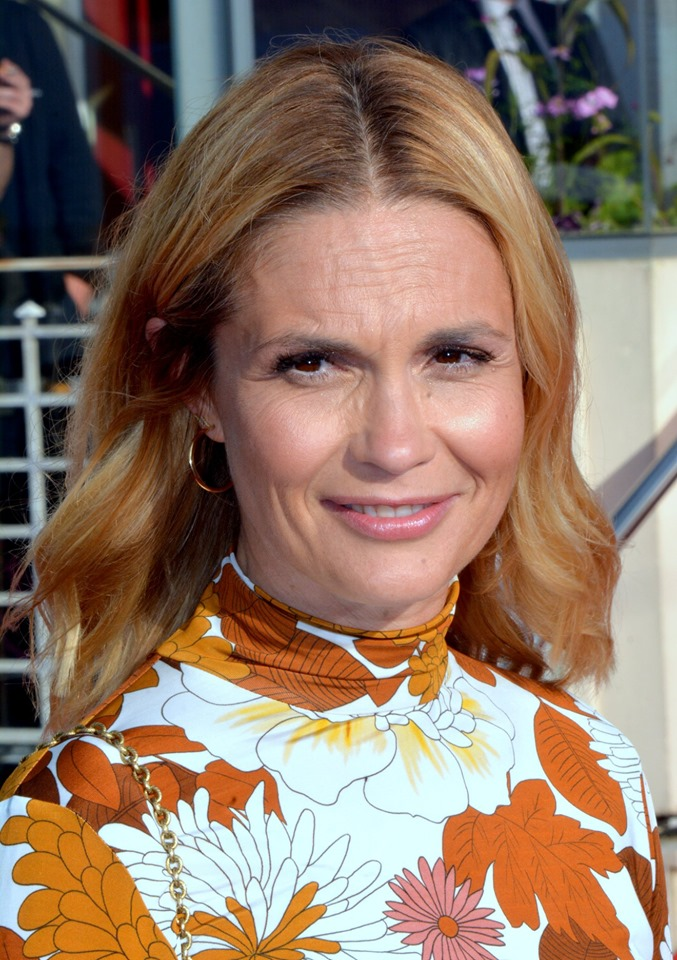
Barbara Schulz.

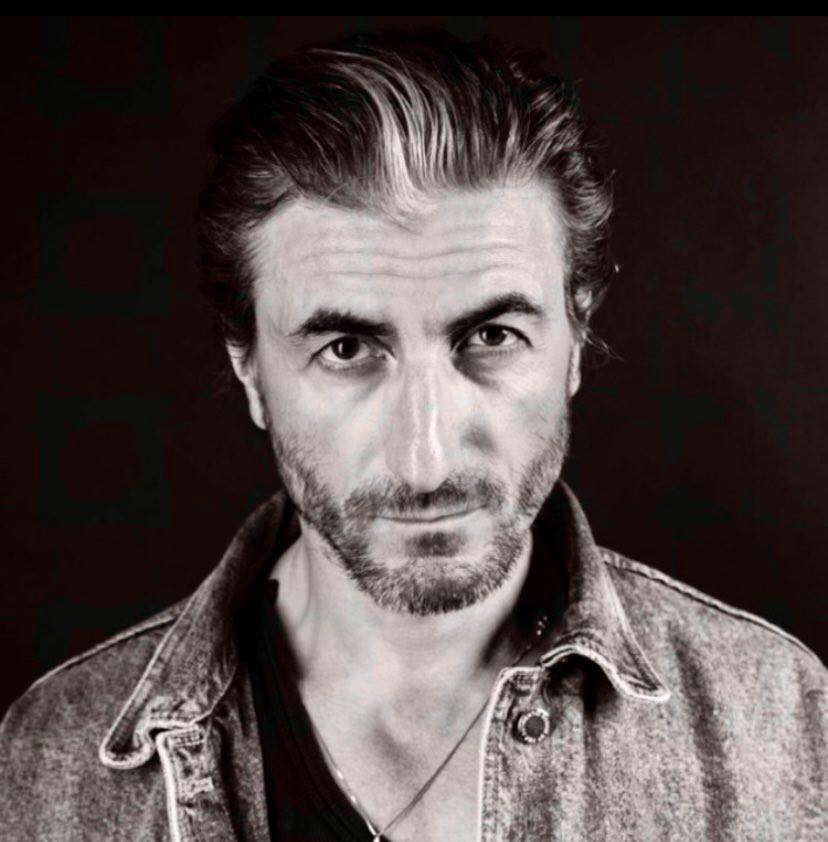
Jean-Philippe Ricci.

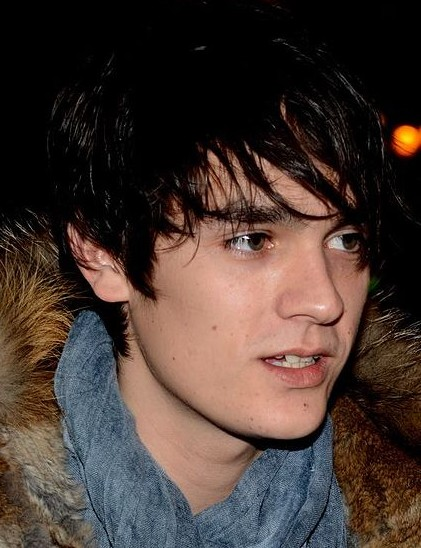
Alain-Fabien Delon.

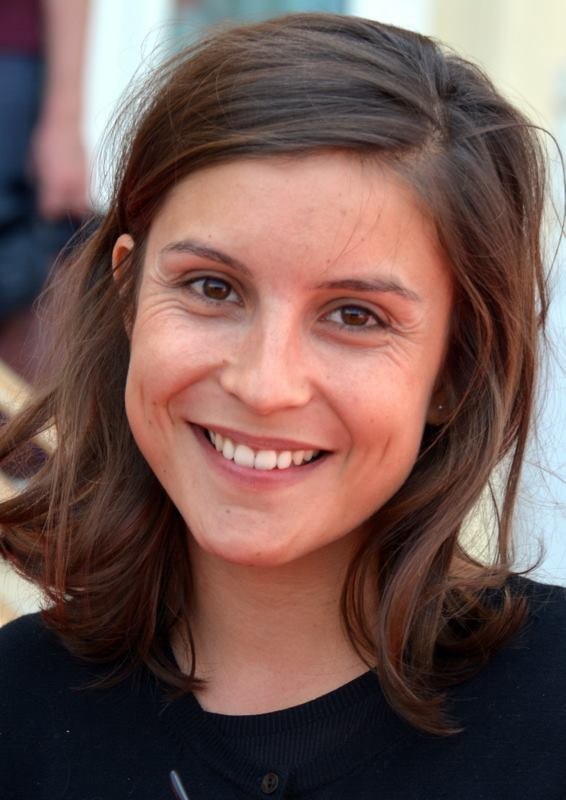
Flore Bonaventura.

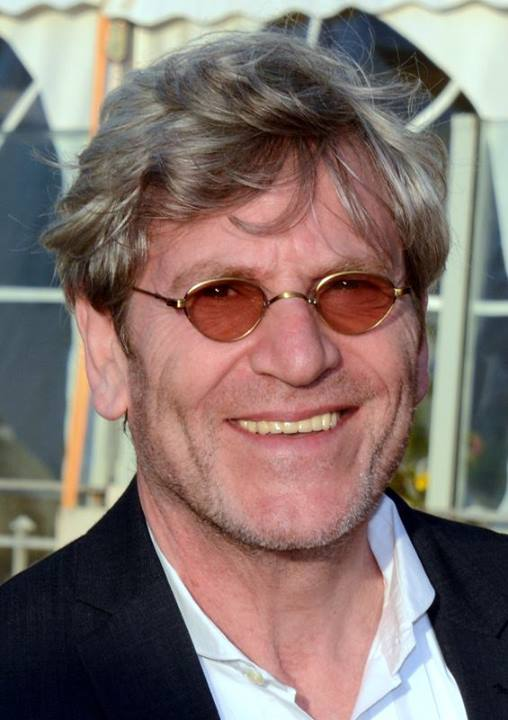
Tchéky Karyo.

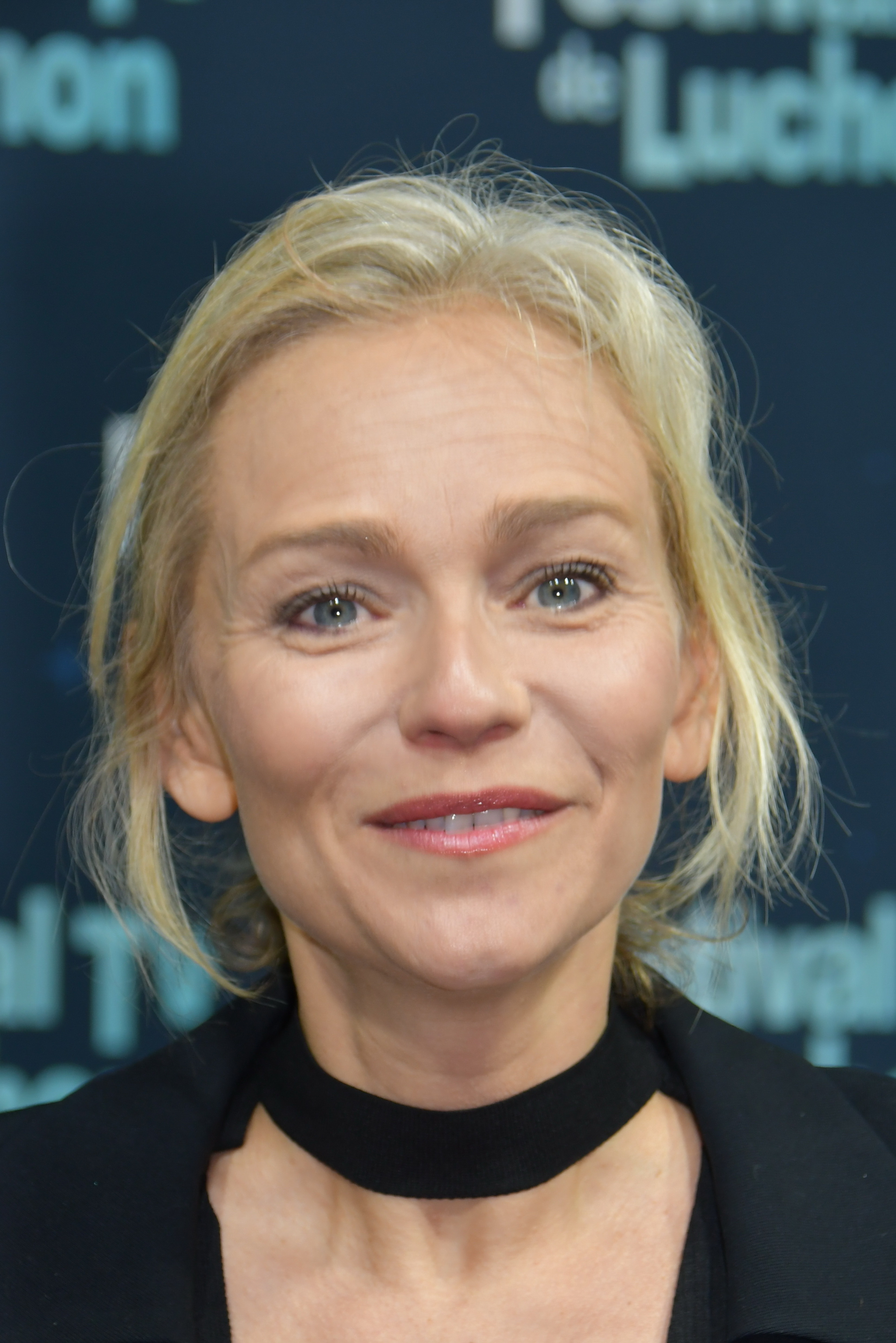
Claire Borotra.

I3P est une série télévisée franco-belge en six épisodes de 52 minutes réalisée par Jérémy Minui et diffusée d'abord en Belgique du 29 mai au 12 juin 2022 sur La Une, et en France du 20 octobre au 24 novembre 2022 sur TF1, ainsi qu'en Suisse sur RTS Un.
Cette fiction, nommée d'après l'infirmerie psychiatrique de la préfecture de police de Paris, est une coproduction de Storia Télévision, TF1, Be-FILMS, la RTBF (télévision belge) et Ango Productions, avec la participation de la RTS (Radio télévision suisse).

## Synopsis
Le professeur Mathias Bernardt dirige l'infirmerie psychiatrique de la préfecture de police de Paris. Assisté de deux autres psychiatres et d'un interne, il a 24 heures pour décider du sort des personnes en crise amenées dans son service après avoir montré des signes de délire ou semé le trouble en rue,,,,.
Mais Mathias Bernardt a une fâcheuse tendance à se lancer dans des enquêtes sur le terrain en dépit de l'opposition de la commissaire Nathalie Fontaine,,.

## Distribution principale

### I3P
- Marc Lavoine : professeur Mathias Bernardt
- Claire Tran : Sophie Tran
- Mikaël Chirinian : Julien Sarment
- Walid Ben Mabrouk : Samy Jendoubi
- Kamini : Patrick, l'infirmier

### Police
- Barbara Schulz : commissaire Nathalie Fontaine
- Johann Dionnet : capitaine Gaillard
- Jean-Philippe Ricci : Broca, le médecin légiste

## Production

### Genèse et développement
La série, créée et écrite par Jean-Christophe Grangé, tire son nom de l'infirmerie psychiatrique de la préfecture de police de Paris, un établissement créé en 1872 et qui reçoit près de deux mille patients par an. Ce service accueille des gens potentiellement dangereux pour la société, et juge s'il faut les laisser en liberté, les hospitaliser ou les remettre à la police.
Jean-Christophe Grangé explique : « À Paris, un centre récupère tous les gens qui sèment le trouble sur la voie publique, les clochards qui hurlent, ceux qui ont une crise de folie, ceux qui ont perdu la mémoire… C'est le I3P, il est dirigé par la police et par des psychiatres. ».
Et il précise : « La psychanalyse m'a toujours intéressé parce que, pour moi, le psychanalyste est un détective. Il sonde votre histoire, votre discours pour trouver la vérité sous les mots qui cachent cette vérité. Freud était un Sherlock Holmes. À travers les lapsus, les actes manqués, etc., il arrivait à extraire les traumatismes, les choses qui se sont réellement passées. Tout cela est le principe même du policier, il y a une énorme identité de vues, de démarches, d'objectifs entre ces deux-là : découvrir la vérité cachée. ».

### Attribution des rôles
Le rôle principal a été confié à Marc Lavoine. Le créateur de la série Jean-Christophe Grangé avoue : « Ce choix de la production m'a un peu surpris. Je savais qu'il était bon acteur mais je ne l'avais jamais vu dans des rôles proches de ce personnage, et j'ai eu une très bonne surprise parce qu'il compose un psychiatre excentrique très intéressant. Il fait un très bon boulot d'acteur. Je suis très content. ». Ce que confirme l'acteur : « Vu ma personnalité hors cadre, ce rôle me va bien. ».
Marc Lavoine donne ici la réplique à Barbara Schulz, avec qui il avait partagé l'affiche du film Celle que j'aime d'Élie Chouraqui en 2008. Elle explique pourquoi elle a accepté le projet : « J'étais ravie de retrouver Marc Lavoine et j'avais eu de très bons échos du travail de Jérémy Minui. Quand j'ai reçu un message de Jean-Christophe Grangé me disant qu'il avait écrit le rôle en pensant à moi, j'ai définitivement été convaincue ! Lectrice de ses premiers romans, j'adore son univers. Les intrigues d'I3P sont très bien ficelées avec un côté mystérieux et sanglant. Des histoires grangiennes à souhait ! J'ai vite été captivée ! ».

### Tournage
Barbara Schulz garde un souvenir particulier du tournage de l'épisode Panthéon : « J'ai un souvenir un peu émerveillé de la séquence que l'on a tournée une nuit d'été au Panthéon avec Tchéky Karyo, nu sur un cheval. Une vision assez dingue ! La moitié de l'avenue Foch avait été fermée pour une séquence de tête-à-queue. J'adore ces scènes d'action, de bagarres ou de cascades. Lors du tournage au Panthéon, il y avait l'exposition sur les funérailles de Victor Hugo. Comme le musée était fermé, j'ai pu me recueillir seule sur sa tombe. Nous avons eu accès à des endroits vraiment incroyables pour ce tournage, de façon très privilégiée. Paris est très à l'honneur dans cette série. ».

### Fiche technique
Sauf indication contraire, les informations mentionnées dans cette section peuvent être confirmées par les bases de données cinématographiques IMDb et Allociné,  présentes dans la section « Liens externes ».
- Titre français : I3P
- Genre : Série médicale, policier, comédie dramatique
- Production : Nicolas de Saint Meleuc
- Sociétés de production : Storia Télévision, TF1, Be-FILMS, RTBF (télévision belge)[1] et Ango Productions, avec la participation de la RTS (Radio télévision suisse)
- Réalisation : Jérémy Minui
- Scénario : Jean-Christophe Grangé
- Musique : Bonjour Meow
- Décors : Florian Augis
- Costumes : Chouchane Abello Tcherpachian
- Photographie : Philippe Piffeteau
- Son : Philippe Richard
- Montage : Bertrand Maillard
- Maquillage : Hélène Lefèvre
- Pays de production :  France,  Belgique
- Langue originale : français
- Format : couleur
- Nombre de saisons : 1
- Nombre d'épisodes : 6
- Durée : 52 minutes
- Dates de première diffusion :
  - Belgique: 29 mai 2022 sur La Une[2],[3],[4]
  - France : 20 octobre 2022 sur TF1[7],[9].

## Épisodes

### Palais-Royal(épisodes 1 et 2)
Quatre individus, déguisés comme les personnages de la commedia dell'arte Arlequin, Scaramouche, Pierrot et Polichinelle, sèment la terreur dans les rues de Paris, allant jusqu'à tuer des clochards.
L'un d'eux, déguisé en clochard, se fait admettre à l'I3P et simule une crise durant laquelle il annonce l'assassinat d'un de ses compagnons mais il disparaît après son transfert en institution psychiatrique. Mathias Bernardt et son équipe mènent l'enquête au grand dam de la commissaire Nathalie Fontaine.
Acteurs de l'épisode :
- Alain-Fabien Delon : Lionel Poupinel / Arlequin / Adrien Ganz
- Aly Chaïr : Scaramouche
- Raph : Pierrot
- Ishtvan Nekrasov : Thomas Sabrini / Polichinelle
- Alain Bouzigues : Gaspard, l'insomniaque
- Erick Deshors : gynécologue Philippe Ganz
- Célia Pilastre : Suzanne Pradal, baby-sitter d'Adrien Ganz
- Sylvie David : Nicole Sabrini, mère de Thomas Sabrini
- Céline Samie : Stéphanie Sourroux, mère porteuse

### La Butte-aux-Cailles(épisodes 3 et 4)
Une jeune femme amnésique, découverte près du puits artésien de la Butte-aux-Cailles, est admise à l'I3P. Les analyses révèlent que son corps est bourré de botox.
Mathias Bernardt et son équipe, qui l'ont surnommée Artesia, découvrent qu'elle mène une triple vie.
Acteurs de l'épisode :
- Flore Bonaventura : Artesia / Philippine / Juliette / Manon
- Arthur Jugnot : Adrien Bloch
- Romain Deroo : Kévin Marciano
- Vincent Heneine : Cavalli
- Benjamin Baffie : Benjamin Thyssen, le frère de Manon

### Panthéon(épisodes 5 et 6)
Paul Arkan, un peintre bipolaire, est admis à l'I3P en pleine crise. Dans son délire, il décrit l'assassinat d'un homme garroté avec un foulard de soie blanche aux grilles du Panthéon. Mais la police ne trouve pas de cadavre.
Le cadavre apparaît quelque temps plus tard et l'équipe de Mathias Bernardt ne tarde pas à faire le lien avec le couvent des Martyrs de la Croix situé non loin, dont les religieuses portent un voile de soie blanche et dont les souterrains communiquent avec le Panthéon.
Acteurs de l'épisode :
- Tchéky Karyo : Paul Arkan
- Nicole Calfan : mère supérieure du couvent des Martyrs de la Croix
- Claire Borotra : sœur Adèle
- Lilou Fogli : sœur Pascale
- Cédric Appietto : Sébastien Ruhn
- Alain Figlarz : Pierre Krazowski
- Félix Bossuet : Timothé
- Gus : le magicien
- David Madec : le conservateur du Panthéon

## Accueil critique
David Hainaut, du magazine belge Moustique, est conquis : « Imaginée par Jean-Christophe Grangé, à qui l'on doit les célèbres Rivières pourpres, cette série avec la capitale française en toile de fond baigne dans un univers atypique, bénéficie d'un casting éclectique […] et innove dans la résolution de ses crimes. Participant au renouvellement en cours de la fiction française et déjà pensée sur plusieurs saisons, IP3 a des ambitions internationales. L'Allemagne, l'Espagne, l'Italie et même les États-Unis sont déjà sur les rangs. ».

## Audiences et diffusion

### En Belgique
En Belgique, la série est diffusée les dimanches vers 20 h 50 sur La Une par salve de deux épisodes du 29 mai au 12 juin 2022,,.
| Épisode              | Diffusion             | Diffusion            | Audience moyenne          | Audience moyenne                       | Réf.   |
| Épisode              | Jour                  | Horaire              | Nombre de téléspectateurs | Part de marché (sur les 4 ans et plus) | Réf.   |
| -------------------- | --------------------- | -------------------- | ------------------------- | -------------------------------------- | ------ |
| 1                    | Dimanche 29 mai 2022  | 20 h 52 - 21 h 44    | 252 544                   | 1er                                    | [ 10 ] |
| 2                    | Dimanche 29 mai 2022  | 21 h 44 - 22 h 40    | 252 544                   | 1er                                    | [ 10 ] |
| 3                    | Dimanche 5 juin 2022  | 20 h 52 - 21 h 44    | 172 185                   | 1er                                    | [ 11 ] |
| 4                    | Dimanche 5 juin 2022  | 21 h 44 - 22 h 40    | 172 185                   | 1er                                    | [ 11 ] |
| 5                    | Dimanche 12 juin 2022 | 20 h 52 - 21 h 44    | 169 999                   | 2e                                     | [ 12 ] |
| 6                    | Dimanche 12 juin 2022 | 21 h 44 - 22 h 40    | 169 999                   | 2e                                     | [ 12 ] |
|                      |                       |                      |                           |                                        |        |
| Moyenne de la saison | Moyenne de la saison  | Moyenne de la saison | 198 242                   |                                        |        |

- Les plus hauts chiffres d'audience
- Les plus bas chiffres d'audience

### En France
En France, les deux premiers épisodes de la série sont diffusés le 20 octobre 2022 sur TF1 mais on apprend le lendemain que TF1 ne diffusera pas immédiatement la suite car la chaîne considère ce type de fictions comme des collections, et proposera donc la suite des épisodes au fil de l'année. Le jeudi 27 octobre, c'est donc la série Addict qui est diffusée et non la suite d'I3P.
| Épisode              | Diffusion              | Diffusion         | Audience moyenne          | Audience moyenne                       | Audience moyenne | Audience moyenne | Réf. |
| Épisode              | Jour                   | Horaire           | Nombre de téléspectateurs | Part de marché (sur les 4 ans et plus) | Classement       |                  | Réf. |
| -------------------- | ---------------------- | ----------------- | ------------------------- | -------------------------------------- | ---------------- | ---------------- | ---- |
| 1                    | Jeudi 20 octobre 2022  | 21 h 10 - 22 h 00 | 3 800 000                 | 19,7 %                                 | 2e               |                  |      |
| 2                    | Jeudi 20 octobre 2022  | 22 h 00 - 23 h 05 | 2 900 000                 | 18,4 %                                 | 2e               |                  |      |
| 3                    | Jeudi 17 novembre 2022 | 21 h 10 - 22 h 00 |                           |                                        |                  |                  |      |
| 4                    | Jeudi 17 novembre 2022 | 22 h 00 - 23 h 05 |                           |                                        |                  |                  |      |
| 5                    |                        |                   |                           |                                        |                  |                  |      |
| 6                    |                        |                   |                           |                                        |                  |                  |      |
|                      |                        |                   |                           |                                        |                  |                  |      |
| Moyenne de la saison |                        |                   |                           |                                        |                  |                  |      |

- Les plus hauts chiffres d'audience
- Les plus bas chiffres d'audience